# Melanie Griffith
Melanie Griffith (Nova Iorque, 9 de agosto de 1957), é uma atriz estadunidense. Indicada ao Oscar e vencedora do Globo de Ouro de melhor atriz pelo filme Working Girl.

## Vida pessoal
Filha da modelo e atriz Tippi Hedren, estrela de Os pássaros, de Alfred Hitchcock, Griffith estudou na Hollywood Professional School.
Saiu de casa aos 14 anos, indo viver com o ator Don Johnson, que estava com 22 anos na época e contracenava com a mãe da atriz em The Harrad Experiment (filme do qual ela participou com breve atuação). Casaram-se quando tinha 18 e o relacionamento terminou após seis meses em 1976.
Em setembro de 1981 casou-se com o também ator Steven Bauer. Da relação nasceu Alexander Bauer, em 22 de agosto de 1985. O casal se divorciou em 1987. Griffith admitiu, mais tarde, haver tido problemas com cocaína e bebidas alcoólicas após o divórcio com Bauer. "O que eu fazia era beber o dia todo e dormir à noite", disse ela. "Se eu não estivesse com alguém, eu era uma menina infeliz".
Ela se reabilitou em 1988. Durante este tempo, ela se uniu novamente com Don Johnson, e ficou grávida. Casaram em junho de 1989 e, desta união, nasceu Dakota Johnson, em 4 de outubro de 1989. Voltaram a se separar em junho de 1994, reconciliando-se no final daquele ano, mas separados novamente em maio de 1995. Eles se divorciaram em 1996.
Na época, a imprensa noticiou que ela e Antonio Banderas teriam um romance, pois ela filmava Quero Dizer que Te Amo (Two Much) em maio de 1995.
Casaram em 14 de maio de 1996. Sua filha, Stella del Carmen Banderas Griffith, nasceu em 24 de setembro de 1996. Em 2002, o casal recebeu o Prêmio Stella Adler Anjo para a sua extensa obra de caridade. Em 2014 colocaram um ponto final ao casamento de 18 anos devido a "diferenças irreconciliáveis". Melanie tatuou em 1998 o primeiro nome do ex-marido no antebraço direito, dentro de um coração. Após a ruptura, removeu a tatuagem.
Foi contratada pela indústria de cosméticos Revlon para estrelar uma campanha cujo slogan é "maquiagem que desafia a idade", aos 37 anos.
Seu pai, Peter Griffith, morreu aos 67 anos de idade em 14 de maio de 2001.
Em 1988, Griffith procurou tratamento para vício em analgésicos e álcool, após as filmagens de Working Girl entrando em reabilitação em 2000 para uma dependência de analgésicos, voltando em agosto de 2009 por problemas de abuso de substâncias entorpecentes, deixando a clínica após três meses, sendo submetida a uma cirurgia para câncer de pele em dezembro de 2009.
Griffith fundou, recentemente, uma fundação, sem fins lucrativos, beneficiando crianças queimadas.

## Carreira

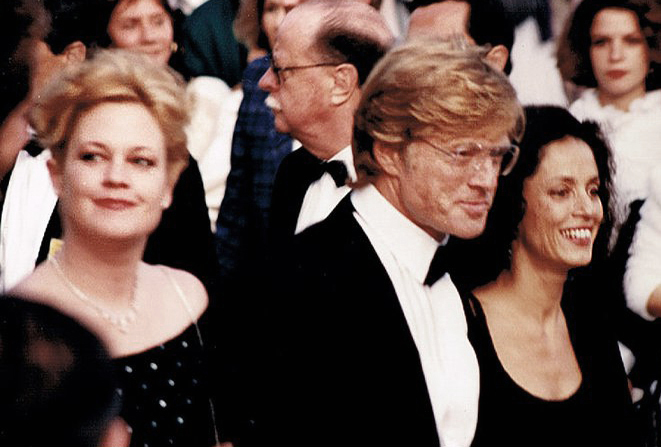
Com Robert Redford e Sônia Braga, Cannes 1988.

Griffith fez suas primeiras aparições como figurante em Smith!, de 1969 e The Harrad Experiment, de 1973. O primeiro papel de destaque foi em Body Double, de Brian de Palma em 1984, que lhe valeu uma indicação para o Globo de Outro de melhor atriz secundária, tornando-a igualmente um símbolo sexual, imagem reforçada por  "Something wild" (Something Wild no Brasil e Selvagem e Perigosa em Portugal) de Jonathan Demme de 1986, que lhe deu maior notoriedade com a nomeação para melhor atriz nos Globos de Ouro.
Working Girl, de 1988, lhe rendeu um Globo de Ouro e uma indicação ao Oscar de melhor atriz.
Outros filmes da carreira são The Bonfire of the Vanities, de 1990; A Stranger Among Us, de 1992; Nascida ontem, de 1993; e Shadow of Doubt, de 1998.
Atuou com Paul Newman e  Bruce Willis em "O Indomável - Assim é Minha Vida (Nobody's Fool, 1994)"
Griffith também foi uma das co-estrelas da série Twins, ao lado de Molly Stanton e Sara Gilbert. Atuou ao lado de Patrick Swayze em "Eternamente Lulu".

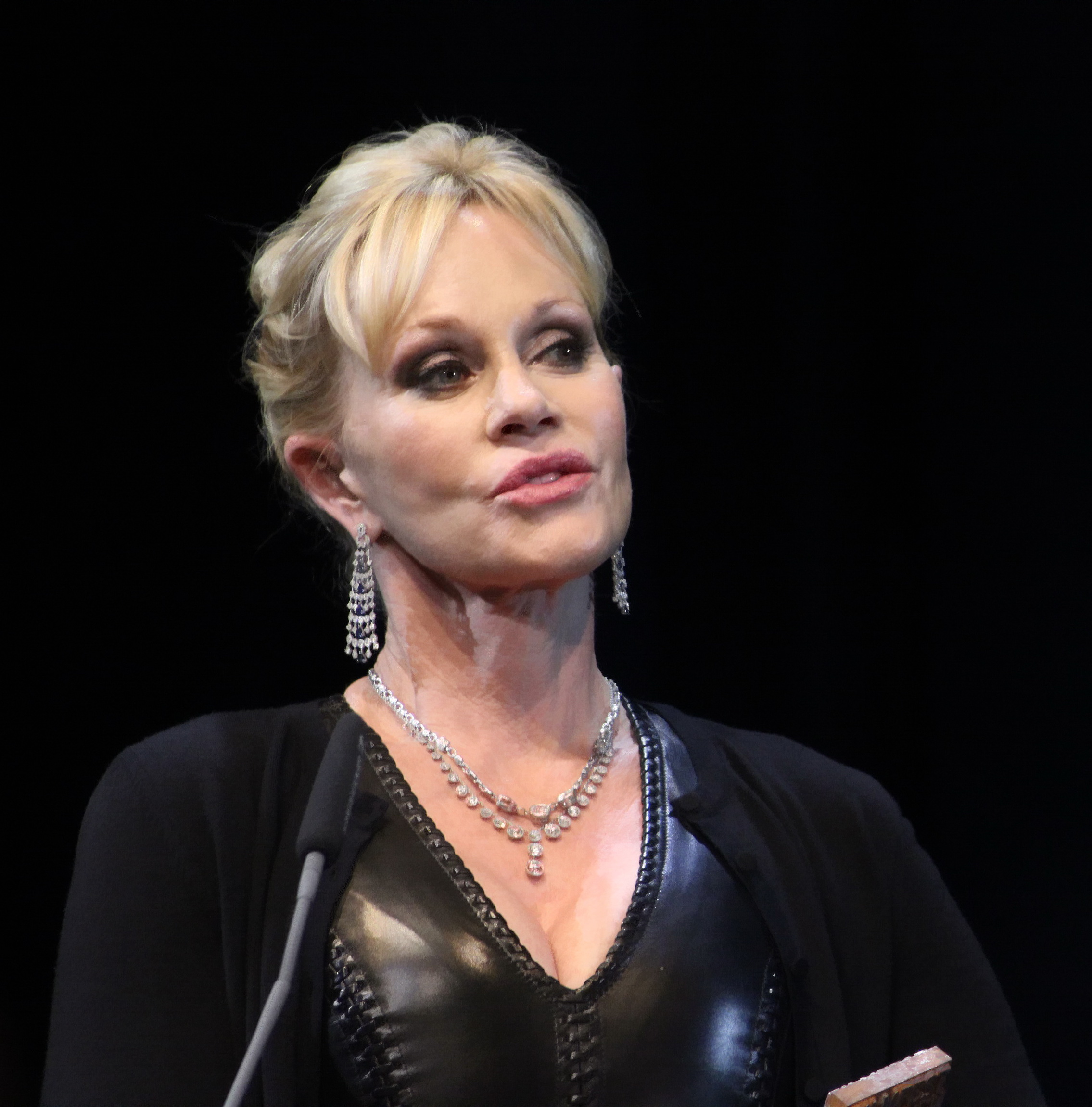
Melanie em 2012.

## Filmografia parcial
| Ano  | Título                              | Personagem              | Notas                                         |
| ---- | ----------------------------------- | ----------------------- | --------------------------------------------- |
| 1969 | Smith!                              | Extra                   | sem créditos                                  |
| 1973 | The Harrad Experiment               | Extra                   | sem créditos                                  |
| 1975 | Night Moves                         | Delly Grastner          |                                               |
| 1975 | The Drowning Pool                   | Schuyler Devereaux      |                                               |
| 1975 | Smile                               | Karen Love              |                                               |
| 1976 | Once an Eagle                       | Jinny Massengale        |                                               |
| 1977 | The Garden                          | Young Girl              |                                               |
| 1977 | One on One                          | The Hitchhiker          |                                               |
| 1977 | Joyride                             | Susie                   |                                               |
| 1978 | Daddy, I Don't Like it Like This    | Girl in Hotel           |                                               |
| 1978 | Steel Cowboy                        | Johnnie                 |                                               |
| 1981 | Roar                                | Melanie                 |                                               |
| 1981 | Underground Aces                    | Lucy                    |                                               |
| 1981 | The Star Maker                      | Dawn Barnett Youngblood |                                               |
| 1981 | She's in the Army Now               | Pvt. Sylvie Knoll       |                                               |
| 1981 | Golden Gate                         | Karen                   |                                               |
| 1984 | Fear City                           | Loretta                 |                                               |
| 1984 | Body Double                         | Holly Body              |                                               |
| 1985 | Alfred Hitchcock Presents           | Girl                    |                                               |
| 1986 | Something Wild                      | Audrey Hankel aka Lulu  |                                               |
| 1987 | Cherry 2000                         | Edith 'E' Johnson       |                                               |
| 1988 | The Milagro Beanfield War           | Flossie Devine          |                                               |
| 1988 | Stormy Monday                       | Kate                    |                                               |
| 1988 | Working Girl                        | Tess McGill             |                                               |
| 1990 | Women and Men: Stories of Seduction | Hadley                  |                                               |
| 1990 | In the Spirit                       | Lureen                  |                                               |
| 1990 | Pacific Heights                     | Patty Palmer            |                                               |
| 1990 | The Bonfire of the Vanities         | Maria Ruskin            |                                               |
| 1991 | Paradise                            | Lily Reed               |                                               |
| 1992 | Shining Through                     | Linda Voss              |                                               |
| 1992 | A Stranger Among Us                 | Emily Eden              |                                               |
| 1993 | Born Yesterday                      | Billie Dawn             |                                               |
| 1994 | Milk Money                          | V                       |                                               |
| 1994 | Nobody's Fool                       | Toby Roebuck            |                                               |
| 1995 | Buffalo Girls                       | Dora DuFran             | TV                                            |
| 1995 | Now and Then                        | Tina 'Teeny' Tercell    |                                               |
| 1995 | Two Much                            | Betty Kerner            |                                               |
| 1996 | Mulholland Falls                    | Katherine Hoover        |                                               |
| 1997 | Lolita                              | Charlotte Haze          |                                               |
| 1998 | Another Day in Paradise             | Sid                     |                                               |
| 1998 | Shadow of Doubt                     | Kitt Devereux           |                                               |
| 1998 | Celebrity                           | Nicole Oliver           |                                               |
| 1999 | Crazy in Alabama                    | Lucille Vinson          |                                               |
| 1999 | RKO 281                             | Marion Davies           |                                               |
| 2000 | Cecil B. Demented                   | Honey Whitlock          |                                               |
| 2000 | Forever Lulu                        | Lulu McAfee             | DVD: Along for the Ride (2000)                |
| 2001 | Tart                                | Diane Milford           |                                               |
| 2002 | Searching for Debra Winger          | ela própria             |                                               |
| 2002 | Stuart Little 2                     | Margalo the Bird        | Voz                                           |
| 2003 | The Night We Called It a Day        | Barbara Marx            |                                               |
| 2003 | Shade                               | Eve                     |                                               |
| 2003 | Tempo                               | Sarah                   |                                               |
| 2005 | Heartless                           | Miranda Wells           |                                               |
| 2007 | Viva Laughlin                       | Bunny Baxter            | TV                                            |
| 2010 | Nip/Tuck                            | Brandie Henry           | TV                                            |
| 2011 | Hot in Cleveland                    | ela própria             | Episódio: "Sisterhood of the Traveling SPANX" |
| 2012 | This American Housewife             | Leila                   | Lifetime original series                      |